# Bigger Than Me (Louis Tomlinson)
Bigger Than Me è una canzone del cantautore inglese Louis Tomlinson pubblicata il 1° settembre 2022. È stato pubblicato come singolo principale dal suo secondo album Faith in the Future .

## Descrizione
La canzone è stata scritta da Tomlinson, Rob Harvey e Red Triangle, mentre la produzione è stata curata da Mike Crossey. La canzone riguarda il cambiamento e la crescita personale, infatti, Tomlinson riflette su come cambiamo mentre cresciamo, poiché la vita porta con sé nuove sfide.   

## Spettacoli dal vivo
Tomlinson ha cantato la canzone dal vivo al The Late Late Show con James Corden .  Ha eseguito la canzone dal vivo anche a Good Morning America .  Il 30 settembre 2022, Tomlinson ha pubblicato la versione live del singolo, eseguita per la prima volta a Milano in Italia il 3 Settembre 2022 durante l'ultima tappa del tour Louis Tomlinson World Tour presso l'Ippodromo SNAI di San Siro.  

## Tracce
1. Bigger Than Me (Live from Milan) – 3:43